# آدم سواندي
آدم سواندي (12 يناير 1996 بسنغافورة - ) هو لاعب كرة قدم سنغافوري في مركز الهجوم. شارك مع منتخب سنغافورة تحت 17 سنة لكرة القدم ومنتخب سنغافورة تحت 22 سنة لكرة القدم ‏ ومنتخب سنغافورة لكرة القدم. أما مع النوادي، فقد لعب مع يانج لايونز.

## روابط خارجية
- آدم سواندي على موقع قاعدة بيانات كرة القدم.إي يو (الإنجليزية)
- آدم سواندي على موقع ناشيونال فوتبول تيمز (الإنجليزية)
- آدم سواندي على موقع Soccerway.com (الإنجليزية)